# Гонсалес, Кристиан (1976)
Кристиан Херард Альфаро Гонсалес (исп. Cristian Gérard Alfaro Gonzáles; 30 августа 1976 год, Монтевидео, Уругвай) — уругвайский и индонезийский футболист, нападающий клуба «Арема». Он был 4 раза лучшим бомбардиром Лиги Индонезии и забил 248 голов в чемпионате страны. В начале своей карьеры он играл вместе с Альваро Рекобой в Уругвай U-20. 3 ноября 2010 года он официально получил индонезийский паспорт и стал первым натурализованным игроком, которые вызывались в национальную сборную по футболу.

## Карьера

### Клубная карьера
В 1995 году Гонсалес подписал контракт с уругвайским клубом «Суд Америка», однако за 28 месяцев за клуб он провёл только один мяч, забитыми голами не отметился. В 1997 году он был отдан в аренду в «Уракан» из Корриентеса, где сыграл три игры, не забив гол. После чего он вернулся в «Суд Америка», где выступал в стартовом составе. Он сыграл 12 раз и забил один гол. В 2000 году, по истечении срока действия его контракта, на правах свободного агента, он переехал в «Депортиво Мальдонадо», где сыграл 22 матча и забил один гол. Он начал играть в Индонезии в 2003 году, присоединившись к «ПСМ Макассар», в дебютном сезоне он забил 27 голов, став вместе с клубом вице-чемпионом страны в этом сезоне. Он был оштрафован 20 000 000 рупий после поражения от «Персита Тангеранга», однако вскоре решение было приостановлено. Став свободным агентом, он перебрался в клуб «Персик Кедири», вместе с которым в 2006 году стал чемпионом Лиги Индонезии. В 2008 году он был приговорен к суспензии Футбольной ассоциации Индонезии за неспортивное поведение. Финансовый кризис в «Персик Кедири» побудил клуб понизить зарплаты. Гонсалес был одним из немногих игроков, который был против этого решения и искал другой клуб. 30 января 2009 года, «Персиб Бандунг» управления объявили, что они подписали Гонсалес с ремиссией от Федерации футбола, во главе с председателем Нурдином Халидом. Гонсалес был заключен контракт в качестве аренды от «Персик Кедири» и «Персиб Бандунг» за него заплатил 60 млн рупий в тот же месяц. Он дебютировал в качестве игрока основного состава в Суперлиге в матче против Персипура Джаяпура матч, в котором Гонсалес забил гол, завершился со счётом 1:1. В 2008 году он сыграл 16 игр в лиге и забил 14 голов, и стал лучшим бомбардиром в Суперлиге. После того, как его контракт с «Персик Кедири» истек, он был немедленно подписан с «Персиб Бандунг». Перед началом сезона 2009/2010 годов, он забил гол за «Персиб» на турнире Кубока правительства Восточной Явы. В сезоне 2009/2010 во всех турнирах он забил 29 голов. В сентябре 2011 года он присоединился к «Персисам Путра Самаринда». После того, как его контракт с «Персисам» истек, он перешёл в «Арему», где выступал под номером 10.

### Сборная
Хотя Гонсалес начал свою карьеру в Индонезии как уругваец, после шести лет ожидания, он стал игроком индонезийской национальной сборной. 3 ноября 2010 года, и заявил что не собирается домой на похороны своего отца. Он первый натурализованный футболист в Индонезии.

## Личная жизнь
Гонсалес с детства исповедовал христианство, но в 1995 году женился на индонезийской мусульманке Еве Нуриде Сирегар. От брака с Сирегар Гонсалес имеет двоих детей (Аманда и Майкл). У него также есть двое детей от предыдущего брака (Фернандо и Флоренсия). Гонсалес принял ислам в 2003 году и взял исламское имя Мустафа Хабиби. Он также появился в исламском телесериале с женой и дочерью Амандой. 28 октября 2023 года его дочь Аманда вышла замуж за итальянско-филиппинского футболиста Кристиана Ронтини, который ранее принял ислам. Свадебная церемония его дочери, состоялась в Королевском павильоне Амбаррукмо в Джокьякарте.